# Đức Bà Đen

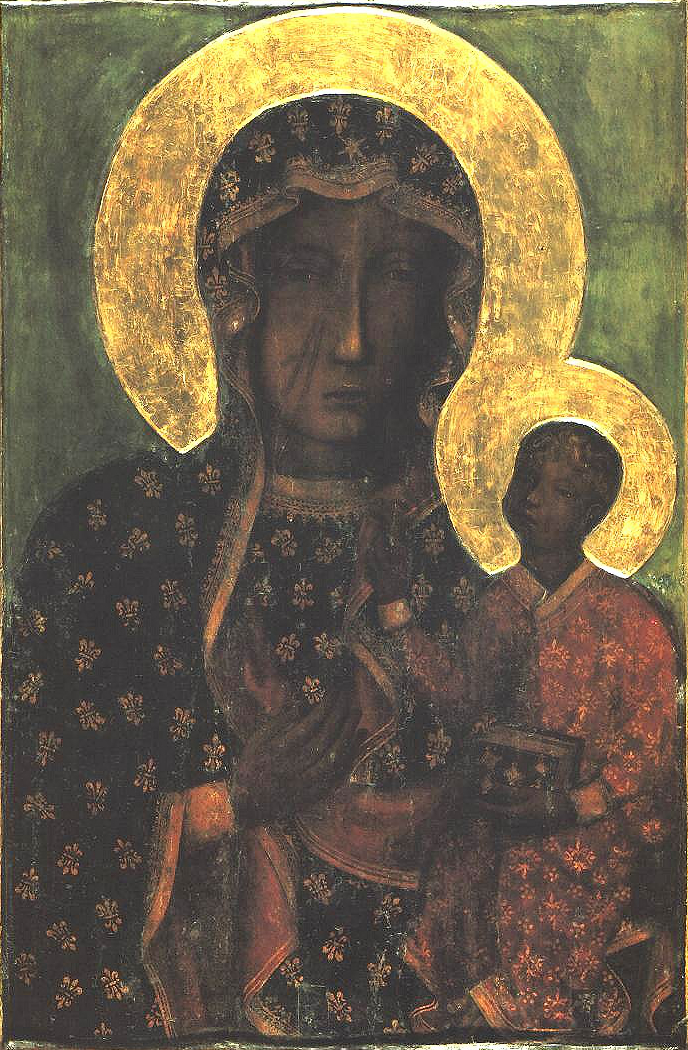
Đức Bà Đen Częstochowa, Ba Lan

Đức Bà Đen hay Trinh nữ Đen là một pho tượng hoặc hình vẽ Đức Maria được thể hiện trong hình dạng một người phụ nữ có nước da đen.
Giải thích được nhiều người chấp nhận rộng rãi nhất là các tác giả không có ý định diễn tả một Đức Maria da đen, nhưng chúng có màu đen là do gỗ, đá mà chúng đã được tạo ra hoặc khói từ các cây nến và trầm hương đã làm cho chúng trở thành đen.
Theo một vài truyền thuyết, Đức Bà Đen không phải để miêu tả Đức Maria (Mẹ của Giêsu) mà đúng hơn là để chỉ bà Maria Mađalêna. Trên thực tế những nơi nào có hình ảnh Đức Bà Đen thì ở nơi đó cũng có truyền thống tôn sùng bà Maria Mađalêna. Những người theo quan điểm này cho rằng hình ảnh Đức Bà Đen là một câu chuyện được dấu kín để chỉ về Maria Mađalêna, sau khi bà này trốn sang Ai Cập, mang theo con Chúa Giêsu rồi sau đó đến vùng Provence, Pháp.
Một quan điểm nữa lại cho rằng, hình ảnh Đức Bà Đen là một lối diễn đạt được Kitô hóa nữ thần Isis với con của bà là Horus.
Ở một số quốc gia và thành phố, các Đức Bà Đen tồn tại bởi phần đông những người tin có nước da ngăm đen, hoặc có thể chính người điêu khắc tạo ra chúng có nguồn gốc da đen. 